# Conus kieneri
Conus kieneri é uma espécie de gastrópode do gênero Conus, pertencente à família Conidae.